# Уилям Кониц
Уилям Кониц (на английски: William J. Caunitz) е американски писател на бестселъри в жанра трилър и криминален роман.

## Биография и творчество
Уилям Джером Кониц е роден на 25 януари 1933 г. в Бруклин, Ню Йорк, САЩ. Има една сестра. Завършва гимназия „Еразъм Хол“. Отбива военната си служба в морската пехота на САЩ от 1949 до 1953 година. След това работи в застрахователна компания, а през 1955 г. постъпва в Нюйоркската полиция. Първоначално работи като патрул, през 1967 г. става сержант детектив, през 1971 г. се издига до лейтенант, и през 1974 г. става ръководител на детективски отряд, като служи общо 30 години в полицията.
Докато е полицай получава бакалавърска степен от Сити Колидж, където посещава вечерни курсове. През 1972 г. получава магистърска степен по история от университета Хофста. Работейки в 108-и район на Ню Йорк (Лонг Айлънд), се запознава с Тони Гудуин, главен редактор на „Харкорт Брас“, който го насърчава да пише за своя занаят и за богатия си опит.
През 1984 г. е издаден първият му роман „Отдел убийства“. Главният герой детекттив Дан Малоун разследва убийство, което го води към ъндърграунда и опасната намеса на скрити сили и интереси. Трилърът бързо става бестселър и го прави известен. През 1986 г. романът е екранизиран в едноименния телевизионен филм с участието на Робърт Конрад и Джеймс Олсън, а през 1988 г. е направено продължението му „The Red Spider“.
След успеха на романа той напуска полицията и се посвещава на писателската си кариера. Книгите на писателя са високо ценени заради „суровата автентичност“ на всекидневния живот. Те обикновено се съсредоточават около един или двама полицейски служители, които следват подробни полицейски процедури, за да разрешат престъпление, но добавя и някои елементи на севзационния трилър.
Уилям Кониц умира от белодробна фиброза на 20 юни 1996 г. в Сарасота, Флорида. Последният му роман „Къртицата“ е завършен от Кристофър Нюман.

## Произведения
- One Police Plaza (1984)
Отдел убийства, изд.: ИК „Плеяда“, София (1998), прев. Боян Николаев
- Suspects (1987)
Заподозрените, изд.: ИК „Плеяда“, София (2000), прев.
- Black Sand (1988)
- Exceptional Clearance (1991)
Милостиви убийства, изд.: ИК „Плеяда“, София (2009), прев. Теодора Илиева-Радева
- Cleopatra Gold (1993)
Картелът Клеопатра, изд.: ИК „Плеяда“, София (2006), прев. Теодора Илиева-Радева
- Pigtown (1995)
Пигтаун, изд.: ИК „Плеяда“, София (2003), прев. Теодора Илиева-Радева
- Chains of Command (1999)
Къртицата, изд.: ИК „Плеяда“, София (2002), прев. Теодора Илиева-Радева

### Екранизации
- 1986 One Police Plaza – ТВ филм, по романа
- 1988 The Red Spider – ТВ филм, по героите от романа „One Police Plaza“